# Јован Сочавски
Свети мученик Јован Нови Сочавски је хришћански светитељ.

## Житије
Био је племић из Трапезунта. Бавио се трговином и то тако што је робу развозио лађама. Оптужен је и мучен у граду Акерману јер није желео да се одрекне православне вере. Након великих мука, градоначелник је наредио да му се ноге вежу за коња, који га је тако вукао кроз читав град, све док га један Јевреј није заклао. Тако је свети Јован умро 15. јуна 1332. У хришћанској традицији се помиње да су те ноћи многи људи видели огњени стуб над његовим телом и три мушкарца који су зрачили сопственом светлошћу око њега. Мошти су остале у том граду наредних седамдесет година и према причи, око њих су се дешавала слична чуда. Коначно је молдавски војвода Александар Добри, (владар Молдавијe од 1400-1432) пренео његове мошти са великим почастима у град Сочаву 1402. године и сахранио га у митрополијском храму, где се и данас налазе. Недуго потом Григорије Цамблак написао је слово посвећено овоме светитељу и његовом мучеништву. Хришћани верују да чудесно спасавају људе од разних мука и болести. Такође, неки извори наводе да се овом свецу моле људи који желе да имају успеха у трговини.

## Празник
Православна црква слави га 2. јуна по црквеном, а 15. јуна по грегоријанском календару, на дан његове смрти.